# Billund Lufthavn Station
|  | Sammenskrivningsforslag Artiklerne Billundbanen, Billund Lufthavn Station er foreslået sammenskrevet. (Siden februar 2017) Diskutér forslaget |

|  | Projekt under udvikling Denne artikel eller dette afsnit handler om et planlagt eller forventet projekt under udvikling. Der kan forekomme spekulativ information, og indholdet kan ændres når projektets udvikling eventuelt standses eller skrider frem og mere information bliver tilgængelig. . |

Billund Lufthavn Station (uofficielt navn) er en påtænkt jernbanestation ved Billund Lufthavn. Stationen bliver en del af Billundbanen fra Jelling eller Gadbjerg til Billund, hvis denne bliver etableret. Stationen kommer til at ligge på den nordlige side af lufthavnen nær terminalen, så der bliver kort afstand mellem tog og fly.

## Historie
I november 2010 resulterede den politisk aftale, Aftale om bedre mobilitet i, at Trafikstyrelsen gik i gang med en forundersøgelse af en bane til Billund Lufthavn. Lufthavnen er Danmarks næststørste med 2,7 mio. flyrejser i 2011, et tal der forventes at stige. Forundersøgelsen blev præsenteret i juni 2012. Her blev der især fokuseret på en jernbane fra Jelling eller en letbane fra Vejle. I begge tilfælde lagdes der op til en forlængelse videre til den velbesøgte forlystelsespark Legoland Billund Resort, hvilket for en mindre merudgift ville fordoble passagertallet. Desuden overvejedes en forlængelse videre til Grindsted. Forlængelsen til Grindsted blev dog droppet i de efterfølgende politiske forhandlinger, ligesom det blev besluttet, at banen skulle bygges som jernbane.
I forundersøgelsen blev det blandt andet skitseret, hvordan en jernbanestation ved lufthavnen kan udformes. Det er tanken, at banen skal føres i niveau og indhegnet gennem lufthavnens forplads og område med parkeringspladser og langs med terminalen. Lufthavnsvej i øst vil blive krydset på et broanlæg, mens fire interne veje vil blive sikret med halvbomme. Desuden vil der være to signalregulerede fodgængerovergange mellem terminalen og p-huset overfor. Selve stationen vil ligge ved terminalens nordøstlige hjørne. I forundersøgelsen er den skitseret med to 80 m lange perroner, da der skal være dobbeltspor mellem lufthavnen og endestationen ved Legoland Billund Resort på grund af behovet for krydsninger i området. Der nuværende forplads, der benyttes til busser, taxier og afsætning, vil generelt blive indskrænket men tilpasses i øvrigt de eksisterende forhold for biltrafikken.
Hvis banen skulle anlægges som letbane var det tanken, at den skulle have samme forløb men være enkeltsporet gennem lufthavnens område, og at der kun skulle være en enkelt 70 m lang perron. Desuden ville man kunne nøjes med signalregulerede kryds og begrænset indhegning.
13. maj 2014 blev der indgået et politisk forlig, hvor partierne S, R, DF og SF blev enige om at afsætte ca. 734. mio. DKK til en ny bane til Billund, med stop i Billund Lufthavn og Legoland Billund Resort. Det skete blandt andet for at tilgodese de mange rejsende, der rejser til og fra Billund Lufthavn, og samtidig gøre det nemmere fra dem, der kommer fra Vejle og Kolding at komme dertil. Det var tanken, at anlægsarbejdet skulle igangsættes i 2016 med forventet åbning i 2019. Det blev imidlertid udskudt, så der først vil blive foretaget en høring af VVM-redegørelsen i 2017, før beslutningsgrundlaget for banen vil blive afleveret til politisk behandling i 2018.